# Adaloald al longobarzilor
Adaloald (n. 602 d.Hr., Monza, Italia – d. 626 d.Hr., Ravenna, Italia) a fost rege al longobarzilor din Italia de la 616 la 626.
Fiu și succesor al regelui Agilulf al longobarzilor cu soția sa catolică Theodelinda din familia Agilolfingilor din Bavaria, Adaloald a fost botezat în rit catolic imediat după naștere, în 602. El a devenit rege asociat al tatălui său, ridicat pe scut de către războinicii longobarzii conform tradiției, încă de tânăr, la rugămintea tatălui său. După ce a devenit rege unic, a condus regatul sub regența mamei sale.
Adaloald a fost lovit de nebunie, astfel încât și-a pierdut sprijinul nobililor longobarzi. În cele din urmă, a fost depus în 626 de către Arioald al longobarzilor, nobil longobard din Torino, totodată soț al surorii lui Adaloald, Gundeberga și ostil față de Biserica Catolică. Adaloald a murit la puțină vreme după aceea, la Ravenna în condiții misterioase.